# هابک
هابک (کره‌ای: 하백; هانجا: 河伯) خدای گوگوریو رود آم‌نوک یا بر اساس یک تفسیر جایگزین، خدای خورشید هابک (کره‌ای: 해밝؛ انگلیسی: the sun god Haebak) است. بر اساس افسانه‌ها، دختر او یوها با هه‌موسو ازدواج کرد و جومونگ را به دنیا آورد که بنیانگذار گوگوریو است.

## در فرهنگ عامه
- بازی شده توسط پارک یونگ ته در مجموعه تلویزیونی (۲۰۰۶) ام‌بی‌سی، افسانه جومونگ[۵]
- بازی شده توسط نام جو هیوک در مجموعه تلویزیونی (۲۰۱۷) تی‌وی‌ان، عروس هابک[۶]